# Ligne Belgrano Sur
La ligne Belgrano Sur (LBS) est une ligne de transport ferroviaire et l'une des sept lignes de banlieue des chemins de fer métropolitains de Buenos Aires. Elle est exploitée par l'entreprise publique Trenes Argentinos Operaciones depuis le 2 mars 2015,,, à la suite de la dissolution de l'UGOFE et d'Argentren. 

## Caractéristiques
Elle fait partie des voies qui appartenaient au chemin de fer General Manuel Belgrano avant la privatisation des chemins de fer en Argentine. Elle doit son nom à Belgrano Sur du fait que ses services sont concentrés sur les parties sud et sud-ouest du Grand Buenos Aires ; ceci pour la différencier des services de la ligne Belgrano Norte. En 2012, elle comptait 12,2 millions de passagers.
Depuis la station Sáenz, les trains des branches G (anciennement Compañía General de Ferrocarriles en la Provincia de Buenos Aires) et M (anciennement chemin de fer Midland de Buenos Aires) du chemin de fer General Belgrano assurent leurs services. L'itinéraire, long de 65 km, comprend les branches Sáenz-González Catán-Marcos Paz et Sáenz-Marinos du Crucero Gral. Il n'est pas électrifié, et est donc desservi par des trains diesel. Cette ligne transporte environ 15 millions de passagers par an, et est exploitée par l'entreprise publique Trenes Argentinos Operaciones.
Jusqu'en 2017, le service allait de Puente Alsina à Aldo Bonzi. Les deux branches partageaient une jonction de voies entre les stations Tapiales et Aldo Bonzi construite en 1951 et une station aérienne avec deux arrêts qui servait de combinaison entre deux des trois branches (Ing. Castello et Kilómetro 12), ces deux dernières étant situées à côté de l'arrêt de la ligne General Roca, appartenant auparavant à la ligne Sarmiento, Agustín De Elía.
En 2014, Trenes Argentinos Infraestructura du ministère de l'Intérieur et des Transports de la Nation annonce de nouveaux travaux sur la ligne, qui comprennent l'extension de la branche Buenos Aires - González Catán jusqu'à la station Marcos Paz,. D'autre part, dans le cadre du Plan quinquennal 2016-2020, une extension de la branche Buenos Aires - Marinos du Crucero General Belgrano jusqu'à Mariano Acosta a été annoncée, créant une station de liaison avec la ligne Sarmiento et l'extension des branches Buenos Aires - González Catán et Buenos Aires - Marinos du Crucero General Belgrano jusqu'à la station Constitución au moyen d'un viaduc, formant une station de connexion avec le métro de Buenos Aires et la station Constitución de la ligne General Roca.

## Matériel roulant
En 2013, le gouvernement argentin signe un contrat avec l'usine CNR Corporation pour la fabrication de 27 triples CNR avec deux voitures de conduite et la voiture intermédiaire comme remorque. Les 81 voitures ont été achetées en 2013 et l'opération a coûté au total 89 millions de dollars américains.
En 2015, la ligne commence à être rénovée, avec notamment la mise à niveau des escaliers des formations actuelles à la hauteur des quais surélevés. En octobre de la même année, trois nouvelles formations d'origine chinoise commencent à circuler, composées chacune de six voitures sur 81 acquises par l'État argentin via le ministère de l'Intérieur et des Transports. Avec de nouveaux équipements de confort et de sécurité, notamment la climatisation, l'éclairage LED, les freins ABS, le système anti-chevauchement, les systèmes d'information visuels et auditifs, les caméras dans les cabines et les voitures, les portes automatiques et les espaces réservés aux personnes à mobilité réduite.
Parallèlement, en 2020, trois trains Emepa Alerce sont transférés de la ligne Belgrano Norte pour assurer le service sur la ligne González Catán - 20 de Junio - Marcos Paz G.
L'achat de 111 voitures supplémentaires CRRC (société issue de la fusion des chemins de fer CNR et CSR Corporation) aux caractéristiques identiques à ceux qui circulent actuellement sur la ligne est prévu pour 2021, afin de standardiser le matériel roulant et de remplacer définitivement les formations de trains par des locomotives EMD de General Motors et des voitures Materfer et Werkspoor.

## Services
Cette ligne, qui appartient au réseau national du chemin de fer General Roca, assure des services de transport en commun entre les gares de Plaza Constitución, dans le quartier de Constitución à Buenos Aires, et les gares de Alejandro Korn/Chascomús, Cañuelas/Lobos/Monte, La Plata/Bosques/Juan María Gutiérrez et Haedo dans le sud et le sud-ouest du Grand Buenos Aires.
Elle comprend un total de 75 stations, partant de la ville de Buenos Aires et passant par les districts d'Avellaneda, de Brandsen, Quilmes, Berazategui, La Plata, Chascomús, Lanús, Lomas de Zamora, Almirante Brown, San Vicente, Florencio Varela, Esteban Echeverría, Ezeiza, Cañuelas, Lobos, San Miguel del Monte, Presidente Perón, La Matanza et Morón. Elle comptait 91,4 millions de passagers par an en 2011, et en 2010 elle transportait 130,8 millions de passagers. À la station Plaza Constitución, il existe une liaison avec la ligne de métro C, tandis qu'à l'arrêt Agustín de Elía, il est possible de faire une correspondance avec la ligne Apeadero Kilómetro 12 de la ligne Belgrano Sur.
| Départ         | Terminus                | Type        | Dist/Km. |
| -------------- | ----------------------- | ----------- | -------- |
| Constitución   | Ezeiza                  | Automotrice | 35       |
| Constitución   | Alejandro Korn          | Automotrice | 45       |
| Constitución   | La Plata                | Automotrice | 60       |
| Constitución   | Temperley               | Automotrice | 19       |
| Constitución   | Bosques (via Quilmes)   | Automotrice | 19       |
| Constitución   | Bosques (via Temperley) | Automotrice | 19       |
| Ezeiza         | Cañuelas                | Diesel      | 35       |
| Alejandro Korn | Chascomús               | Diesel      | 93       |
| La Plata       | Policlínico             | Diesel      | 4        |
| Temperley      | Haedo                   | Diesel      | 30       |
| Bosques        | Gutiérrez               | Diesel      | 7        |
| Cañuelas       | Lobos                   | Diesel      | 37       |

## Galerie

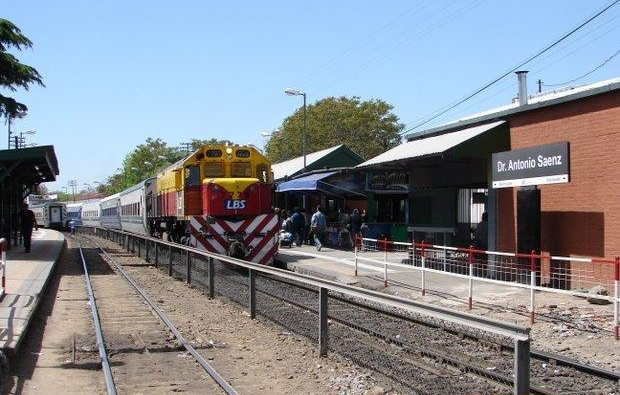
Arrêt dans la station de Sáenz.
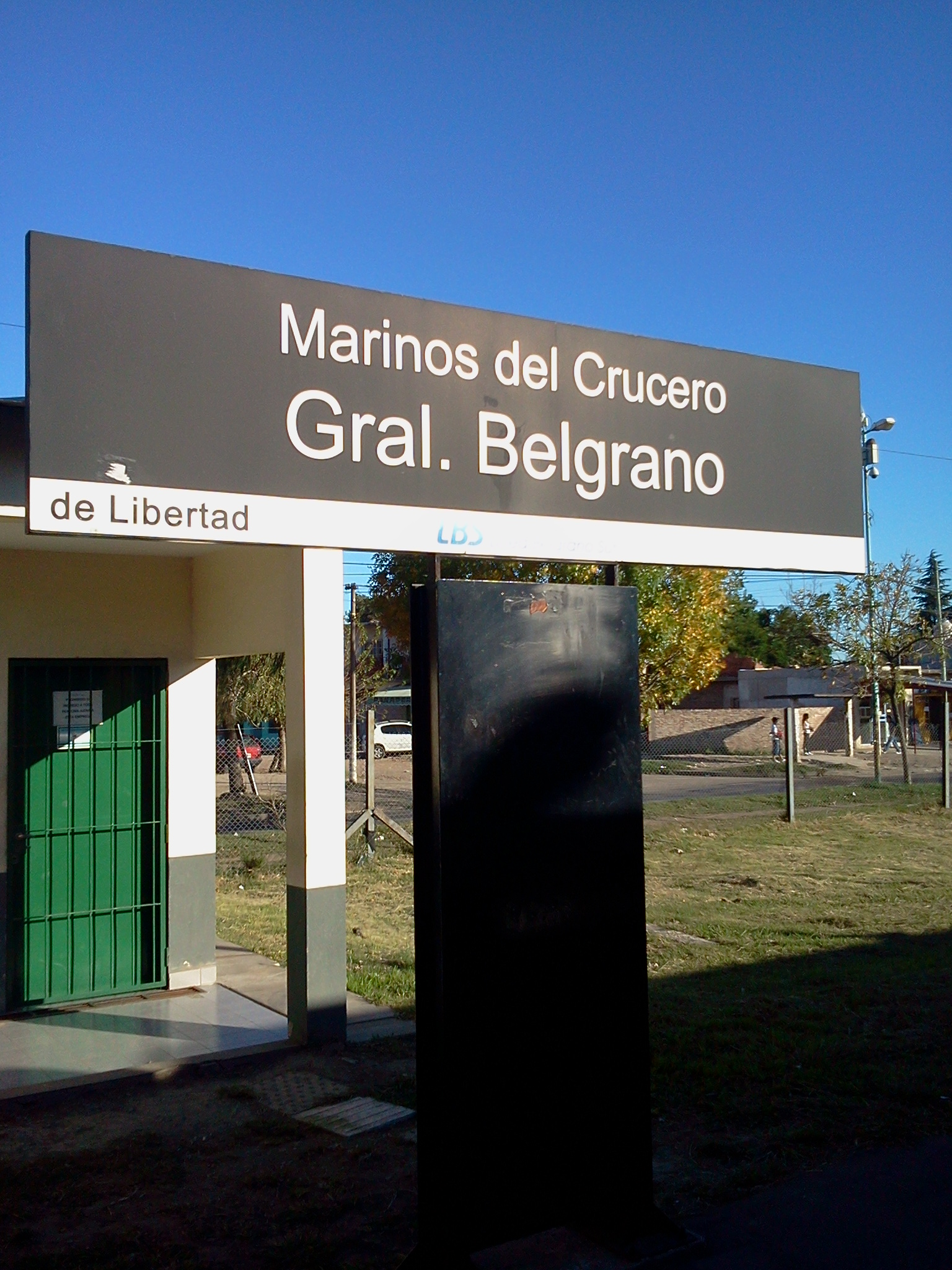
Marinos del Crucero, le terminus.
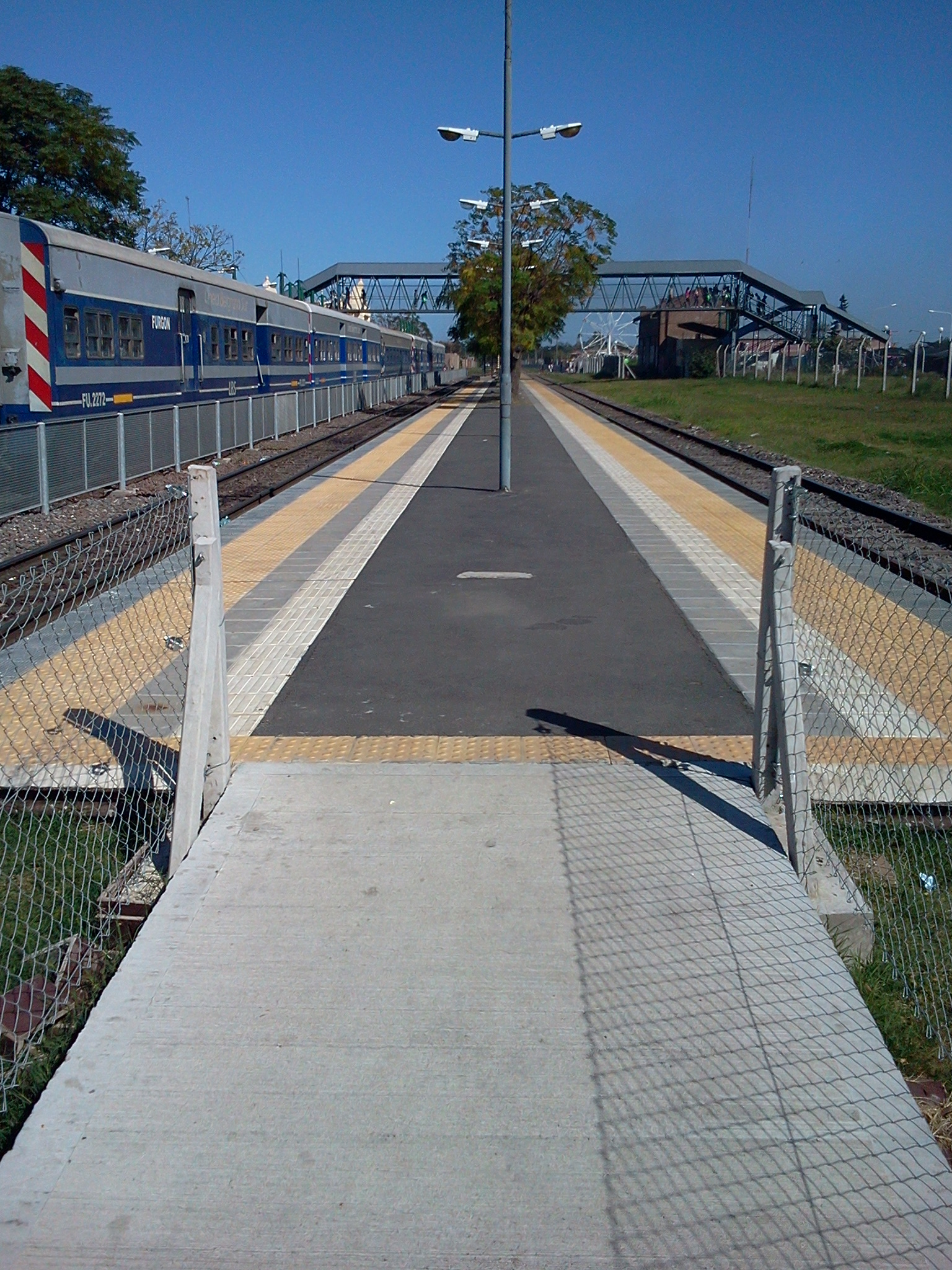
Station González Catán.